# Paul Scheuring
Paul T. Scheuring (født 20. november 1968) er en amerikansk manuskriptforfatter og instruktør af film og tv-serier, kendt for tv-serien Prison Break.

## Filmografi

### Film
- 2000: 36K
- 2003: A Man Apart
- 2005: Briar & Graves
- 2010: The Experiment

### Tv-serier
- 2005–2009: Prison Break
- 2013: Zero Hour